# Corticobasale degeneratie
Corticobasale degeneratie (CBD) is een zeldzame, progressieve neurodegeneratieve aandoening waarbij het aantal hersencellen in de hersenschors en basale kernen afneemt. De symptomen van CBD beginnen vaak tussen het 50e en 70e levensjaar en de gemiddelde levensverwachting na diagnose is zes jaar. CBD wordt gekenmerkt door bewegingsstoornissen en cognitieve problemen en het wordt vaak beschouwd als parkinsonistisch syndroom. Het is vaak lastig om op basis van het klinisch beeld een diagnose te stellen, aangezien de symptomen vaak sterk lijken op die van andere ziekten, waaronder de ziekte van Parkinson, progressieve supranucleaire parese en Lewy-body-dementie. Vanwege de verschillende klinische beelden die CBD kan veroorzaken, is het vaak pas mogelijk om de definitieve diagnose te stellen na het onderzoeken van de onderliggende neuropathologie.
Er zijn aanwijzingen dat CBD wordt veroorzaakt door pathologie van het tau-eiwit. De ziekte wordt daarom als primaire tauopathie beschouwd.

## Kenmerken
Vanwege het progressieve beeld bij CBD, wordt vaak gekeken naar een verzameling diagnostische criteria die zijn gericht op de ontwikkeling van de ziekte. De fundamentele kenmerken zijn problemen in corticale verwerking, disfunctioneren van de basale kernen en een plotseling begin. Psychiatrische en cognitieve problemen komen wel voor, maar staan minder op de voorgrond en kunnen daarom niet worden gebruikt als indicatie voor aanwezigheid van de ziekte.

### Bewegingsstoornissen
Waarneembare bewegingsstoornissen en daaraan gerelateerde corticale verwerkingsproblemen komen het meest voor bij mensen met CBD, ook in vroege stadia. De bewegingsstoornissen presenteren zich meestal asymmetrisch, wat wil zeggen dat de stoornissen niet aan beide kanten van het lichaam even ernstig zijn. De meestvoorkomende bewegingsstoornissen en corticale problemen die zijn geassocieerd met CBD, zijn:
- Parkinsonisme
- Alien-handsyndroom
- Apraxie (ideomotorische apraxie en kinetische apraxie)
- Afasie[3]

### Psychische en cognitieve stoornissen
De meest voorkomende psychische en cognitieve stoornissen bij CBD zijn dementie, depressie en prikkelbaarheid. Doordat dementie vaak voorkomt, wordt CBD regelmatig verkeerd gediagnosticeerd als een andere cognitieve stoornis, zoals de ziekte van Alzheimer. Frontotemporale dementie kan een vroeg kenmerk van CBD zijn.

## Behandeling
Omdat de precieze oorzaak van CBD onbekend is, bestaat er momenteel geen officiële behandeling voor de ziekte. Behandelmethoden die nu worden ingezet zijn vaak gericht op het verminderen van de symptomen. Het makkelijkst te behandelen is het parkinsonisme, dit wordt vaak gedaan met behulp van dopaminerge medicatie (zoals levodopa). Meestal verdwijnen de symptomen slechts ten dele en het effect van de medicatie is vaak niet langdurig. Palliatieve zorg is ook gebruikelijk, onder andere in de vorm van het leveren van een rolstoel, spraaktherapie en het aanleren van nieuwe eettechnieken. Dit wordt gedaan voor het verlichten van de symptomen die niet behandeld kunnen worden met medicijnen.

## Epidemiologie
Klinisch presenteert CBD zich normaal gesproken niet vóór het 60e levensjaar. De jongste bekende diagnose en latere post-mortembevestiging was bij iemand van 28. Hoewel CBD zowel bij mannen als vrouwen voorkomt, bestaan er aanwijzingen dat vrouwen een groter risico hebben om CBD te krijgen. Er wordt geschat dat CBD bij ongeveer 4,9 tot 7,3 op elke 100.000 mensen voorkomt (minder dan 0,01% van de bevolking). De prognose bij CBD is dat de dood ongeveer 8 jaar na diagnose volgt, al zijn er patiënten die al langer dan 17 jaar met de ziekte leven (anno 2017) en nog steeds redelijk stabiel zijn.
Het gebruik van een voedingssonde is mogelijk noodzakelijk en kan aspiratiepneumonie, de meestvoorkomende doodsoorzaak bij CBD, helpen voorkomen. Incontinentie komt vaak voor, omdat patiënten door het verlies van het spraakvermogen niet meer kunnen aangeven dat ze naar het toilet moeten. Het is daarom belangrijk de hygiëne van de patiënten goed te houden, om urineweginfecties te voorkomen.